# Big Sur

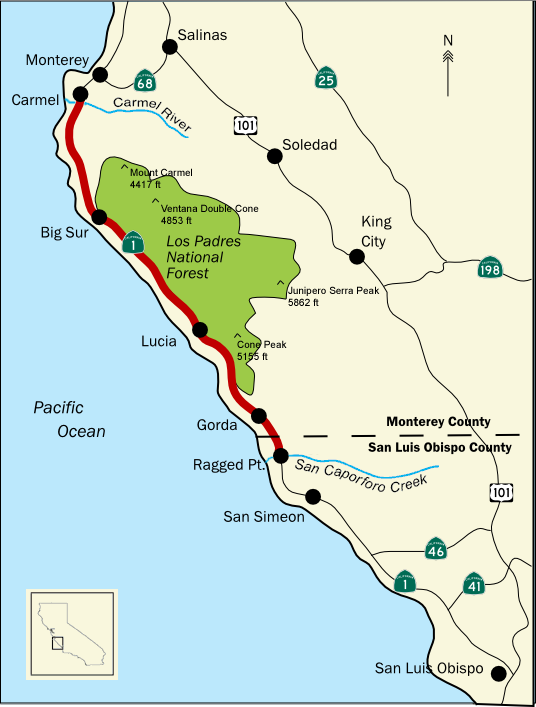
Mappa della regione di Big Sur

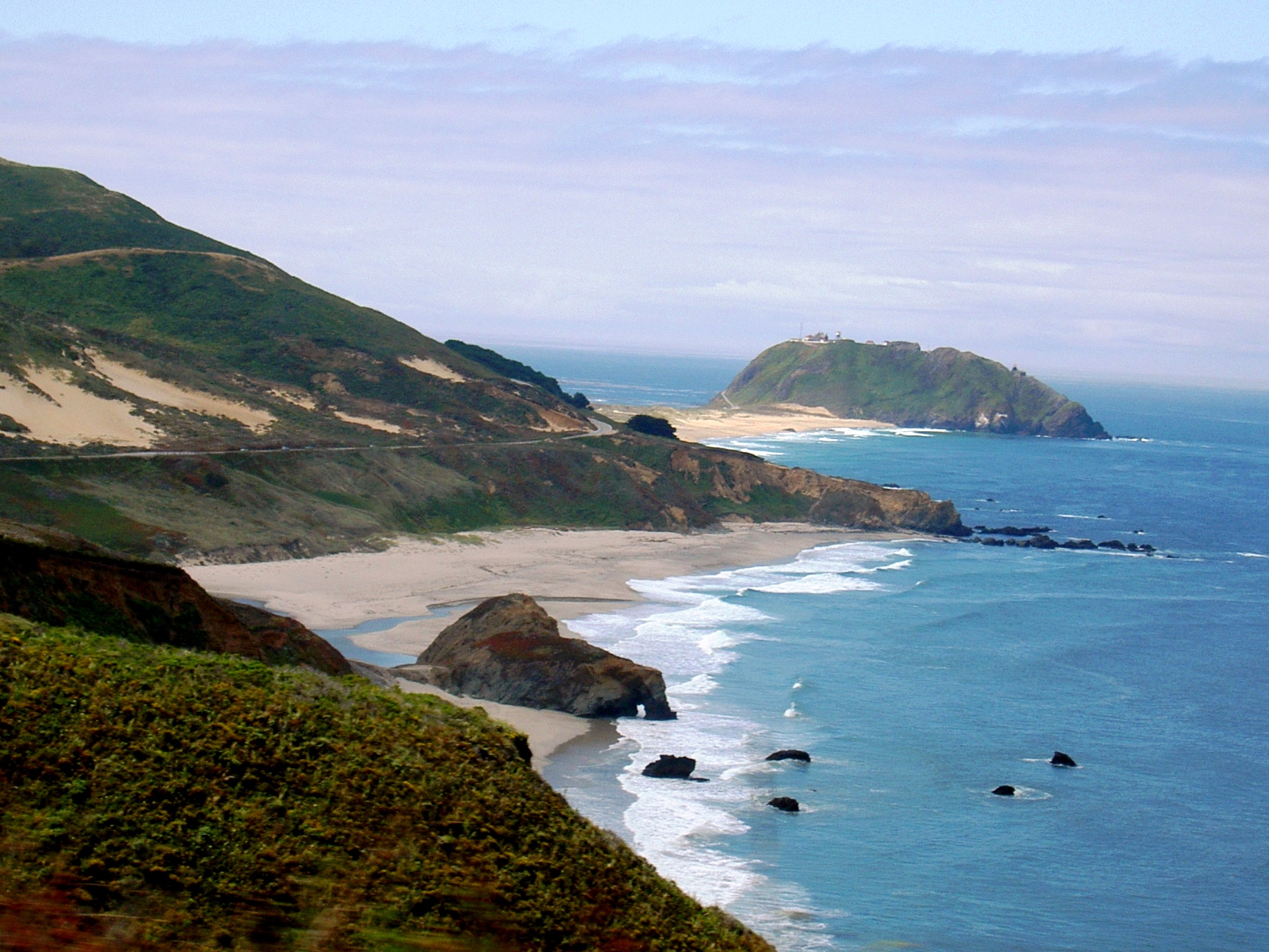
Point Sur, tra le cittadine di Carmel-by-the-Sea e Big Sur

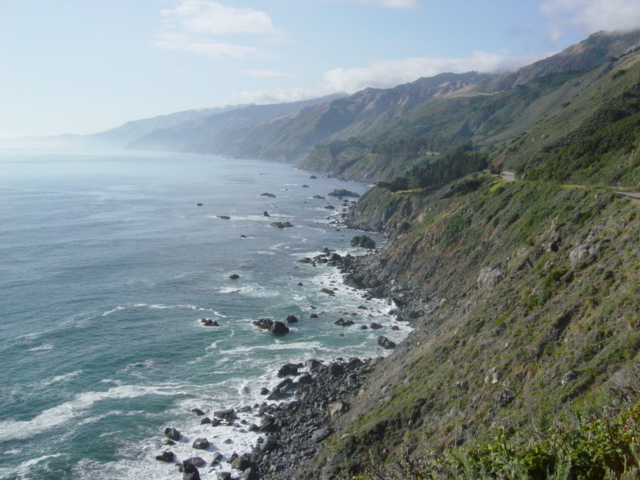
La costa californiana a picco sul mare

Il Big Sur è una regione della costa centrale della California che si estende per circa 110 km tra Carmel-by-the-Sea a nord e San Simeon a sud. Comprende la costa e i retrostanti monti Santa Lucia che si alzano a picco sull'oceano Pacifico. 
Questa conformazione produce un panorama che attrae turisti da ogni parte del mondo. Il Big Sur non ha confini definiti, nella maggior parte delle definizioni esso comprende i 114 km di linea costiera tra il Malpaso Creek, nei pressi di Carmel Highlands (poco a sud di Carmel-by-the-Sea e San Carpoforo Creek nei pressi di San Simeon) e si estende per circa 32 km all'interno, fino ai piedi delle colline Santa Lucia.
Il Cone Peak del Big Sur presenta l'incremento più ripido nell'elevazione costiera tra i 48 Stati continentali degli Stati Uniti, salendo di 1,6 km sul livello del mare a soli 4,8 km dall'oceano. Le montagne trattengono gran parte dell'umidità delle nuvole, spesso in forma di nebbie mattutine, creando un ambiente favorevole alle foreste, che comprende l'habitat più meridionale per le sequoie. Più all'interno, nell'ombra pluviometrica, la foresta di conifere scompare e la vegetazione si trasforma in boschi di querce, e quindi nel chaparral californiano.

## Storia
I primi abitanti della regione oggi conosciuta come Big Sur furono tre tribù di nativi americani: gli Ohlone, gli Esselen e i Salinian. I reperti archeologici mostrano che queste tribù vissero nel Big Sur per centinaia di anni, conducendo un'esistenza da cacciatori-raccoglitori nomadi. Sono sopravvissute poche tracce della loro cultura materiale. Le punte delle loro frecce erano fatte di ossidiana; questo indica che avevano rapporti commerciali con altre tribù distanti anche centinaia di miglia, dato che le fonti più vicine di ossidiana si trovano nelle montagne della Sierra Nevada e nella costa Nord della California. Attraverso tutto il Big Sur si trovano numerosi mortai, cioè rocce che queste tribù scavavano a forma di ciotola per schiacciare le ghiande di quercia fino a farne una farina.
I primi europei a vedere il Big Sur furono i marinai spagnoli condotti da Juan Cabrillo nel 1542, che risalirono la costa senza sbarcare. Trascorsero due secoli prima che gli spagnoli tentassero di colonizzare l'area. Nel 1769 una spedizione capitanata da Gaspar de Portolá fu la prima, tra quelle europee, a mettere piede nel Big Sur, nel profondo Sud vicino al San Carpoforo Canyon. Intimiditi dalle scogliere ripide, questi primi colonizzatori abbandonarono l'area e si spostarono verso l'interno.
Portolà sbarcò nella baia di Monterey nel 1770 e, con padre Junípero Serra, che aiutò a istituire molte missioni in California, fondò la città di Monterey, che divenne la capitale della colonia spagnola dell'Alta California. Gli spagnoli diedero al Big Sur questo nome proprio in quel periodo, chiamando la regione El país grande del sur ("il grande Paese del sud"), poiché era un territorio vasto, inesplorato e impenetrabile, situato a sud della loro capitale Monterey. La colonizzazione spagnola devastò la popolazione dei nativi americani. Molti membri di queste tribù morirono a causa di malattie portate dagli europei o dai lavori forzati e della malnutrizione presente nelle missioni del XVIII secolo, mentre alcuni altri nel XIX secolo vennero assimilati come membri nei ranch di spagnoli e messicani.
Il Big Sur, come il resto della California, divenne parte del Messico quando questo ottenne l'indipendenza dalla Spagna nel 1821. Nel 1834 il governatore messicano José Figueroa assegnò un terreno di 9 000 acri nel nord del Big Sur a Juan Batista Alvardo. In seguito suo zio acquisito, il capitano J.B.R. Cooper, ne assunse la proprietà. La più vecchia struttura ancora esistente nel Big Sur, la cosiddetta Cooper Cabin, fu costruita nel 1861. Nel 1848, a seguito della guerra contro gli Stati Uniti, il Messico cedette a questi la California. Dopo l'approvazione dello Homestead Act nel 1862, alcuni pionieri americani si trasferirono nel Big Sur, attirati dalla promessa della proprietà di 160 acri di terreno. Molte località con nomi ricorrenti come Pfeiffer, Post, Partington e McWay, vennero denominate proprio in quel periodo, dopo l'arrivo dei pionieri.
Dagli anni 1860 ai primi decenni del XX secolo, l'attività dei boscaioli provocò l'abbattimento di gran parte delle sequoie. Grazie a questa e alle industrie basate sulla raccolta delle cortecce del Lithocarpus densiflorus, sull'estrazione dell'oro e sulla lavorazione del calcare, l'economia locale forniva più posti di lavoro e sosteneva una popolazione più grande di quella odierna. Negli anni 1880 una città del boom della corsa all'oro, Manchester, sorse ad Alder Creek, nell'estremo sud. La città vantava una popolazione di 200 abitanti, quattro negozi, un ristorante, cinque saloon, una sala da ballo e un hotel, ma venne abbandonata poco dopo l'inizio del nuovo secolo e ridotta in cenere da un incendio nel 1909. Non esistevano strade affidabili per rifornire queste industrie, così gli imprenditori locali costruirono piccoli attracchi per imbarcazioni in alcune piccole cale lungo la costa. Nessuno di questi attracchi esiste oggi e pochi altri segni di questo breve periodo industriale sono visibili al viaggiatore casuale. Il terreno rugoso e isolato tenne alla larga tutti, con l'eccezione dei coloni più tenaci e autosufficienti. Un viaggio di 45 km fino a Monterey poteva richiedere tre giorni in carrozza, lungo un percorso duro e pericoloso.
Con l'affievolimento del boom industriale, i primi decenni del ventesimo secolo trascorsero con pochi cambiamenti e il Big Sur restò quasi come una giungla inaccessibile. Sino agli anni 1920 nessun abitante aveva l'elettricità e anche quando arrivò, essa fu disponibile soltanto in due abitazioni in tutta la regione, generata localmente da mulini ad acqua e a vento. La maggior parte della popolazione visse senza elettricità finché non fu stabilita la connessione con la rete elettrica della California durante gli anni 1950. Il Big Sur si modificò rapidamente a seguito del completamento nel 1937 della Highway 1, dopo diciotto anni di lavori, grazie ai fondi del New Deal e all'utilizzo dei lavori forzati.
La Highway 1 modificò drasticamente l'economia locale e avvicinò molto il mondo esterno, con ranch e fattorie che lasciavano rapidamente strada a località turistiche e seconde case. Anche con queste modernizzazioni, al Big Sur vennero risparmiati i peggiori eccessi dello sviluppo, grazie soprattutto alla previdenza dei residenti, che lottarono per mantenere incontaminate le loro terre. Il governo della Contea di Monterey vinse uno storico caso giudiziario nel 1962, affermando il suo diritto di vietare cartelloni pubblicitari e altre distrazioni visive lungo la Highway 1. La contea adottò quindi uno dei piani più restrittivi a livello nazionale sulla pianificazione dell'uso del suolo, proibendo qualsiasi nuova costruzione che fosse visibile dalla highway.
A metà del XX secolo, il relativo isolamento e la bellezza naturale del Big Sur iniziarono ad attirare un diverso tipo di pionieri - scrittori e artisti, tra cui Henry Miller, Robinson Jeffers, Edward Weston, Richard Brautigan, Hunter S. Thompson, e Jack Kerouac. La regione divenne anche sede di centri di studi e meditazione, di un monastero cattolico, il New Camaldoli Hermitage, fondato nel 1958, e dell'Esalen Institute, un laboratorio e centro di ritiro fondato nel 1962. Esalen ospitò molte figure del nascente movimento "New Age", e negli anni 1960 giocò un ruolo importante nel popolarizzare le filosofie orientali, il "movimento per il potenziale umano" e la terapia gestalt negli Stati Uniti. Il Big Sur acquisì una reputazione bohémienne grazie a questi nuovi arrivati. Henry Miller raccontò che un viaggiatore bussò alla sua porta, alla ricerca del "culto del sesso e dell'anarchia". Apparentemente senza aver trovato né l'uno né l'altro, il visitatore deluso fece ritorno a casa.
Il Big Sur resta scarsamente popolato, con meno di 1 500 abitanti, secondo il censimento statunitense del 2000. La popolazione del Big Sur oggi è una mescolanza di discendenti dei colonizzatori originari e delle famiglie di allevatori, di artisti e di altri personaggi creativi, oltre a proprietari benestanti del mondo del commercio e dell'intrattenimento. Non esistono aree urbane, anche se tre piccoli ammassi di stazioni di rifornimento, ristoranti e motel, sono spesso segnati sulle mappe come "città": Big Sur, nella valle del fiume Big Sur, Lucia, vicino al Parco Statale di Limekiln, e Gorda, sulla costa meridionale. L'economia è quasi completamente basata sul turismo. Gran parte del terreno lungo la costa è di proprietà privata o è stato donato al sistema statale dei parchi, mentre la vasta Foresta Nazionale di Los Padres e la riserva militare di Fort Hunter Liggett occupano gran parte delle aree interne. Il terreno montuoso, residenti ambientalmente consapevoli e la mancanza di proprietà disponibili per lo sviluppo, hanno mantenuto il Big Sur praticamente incontaminato, e intatta la sua isolata mistica di frontiera.

## Clima
È impossibile generalizzare il clima del Big Sur, perché la topografia seghettata causa molti microclimi separati. Questo è uno dei pochi luoghi sulla Terra dove le sequoie crescono a fianco dei cactus. Il Big Sur gode tipicamente di un clima mite per tutto l'anno, con estati e autunni caldi e secchi e inverni freschi e umidi. Le temperature costiere variano di poco nell'arco dell'anno, passando dai 10 a 20 °C da giugno a ottobre, ai 4 a 15 °C da novembre a maggio. Più all'interno, lontano dall'influenza moderatrice dell'oceano, le temperature sono più variabili. Le precipitazioni annue nella valle del Big Sur sono di circa 100 cm, ma diminuiscono più a sud fino a 63,5 cm. Più del 70% della pioggia cade da dicembre a marzo, mentre l'estate porta condizioni di siccità. La neve è rara nei mesi invernali sulle aree costiere, anche se le cime dei monti possono ricevere pesanti nevicate. Durante l'inverno, le piogge abbondanti causano frane e smottamenti che possono bloccare parti della Highway 1 per giorni o settimane, ma la strada solitamente viene riparata rapidamente.

## Turismo

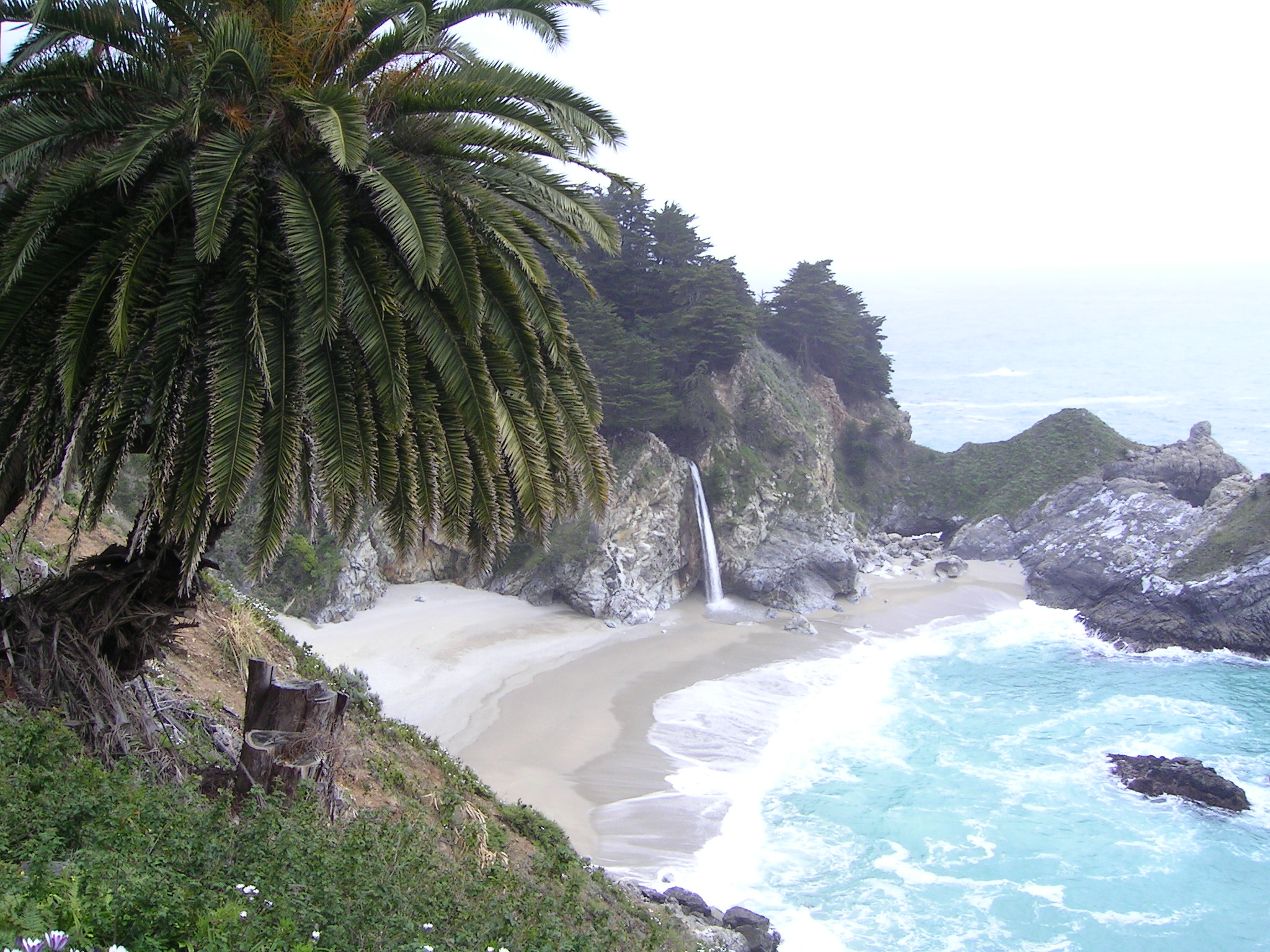
Scorcio della costa, Julia Pfeiffer Burns State Park

Anche se alcuni residenti del Big Sur rifornivano i viaggiatori avventurosi agli inizi del XX secolo, la moderna economia turistica ebbe inizio quando la Highway 1 aprì la regione alle automobili, e decollò solo dopo la fine del razionamento di carburante dovuto alla seconda guerra mondiale, a metà degli anni 1940. Gran parte dei 3 milioni di turisti che visitano annualmente il Big Sur non si avventurano lontano dalla Highway 1, poiché l'adiacente catena montuosa di Santa Lucia è una delle più grandi zone vicino alle coste, priva di strade, di tutti gli Stati Uniti continentali. La highway si dipana lungo il fianco occidentale delle montagne, quasi completamente a portata di vista dell'oceano Pacifico. Poiché ammirare il panorama mentre si guida non è consigliabile, la highway dispone di diverse piazzole collocate strategicamente, permettendo agli automobilisti di fermarsi e ammirare il paesaggio. In effetti, la sezione della Highway 1 che attraversa il Big Sur è diffusamente considerata come uno dei percorsi più scenografici degli Stati Uniti.
Le restrizioni allo sfruttamento del suolo che hanno conservato la bellezza naturale del Big Sur, significano anche che gli alloggiamenti per i turisti sono limitati, spesso costosi, e si esauriscono presto durante l'affollata stagione estiva. Ci sono meno di 300 camere d'albergo nei 150 km del tratto di Highway 1 tra San Simeon e Carmel-by-the-Sea, e non sono presenti catene alberghiere, supermarket o fast food. Gli alloggi tendono a essere costituiti da rustiche casette di legno, motel, e campeggi, o da costosi ed esclusivi resort a cinque stelle, frequentati da personaggi hollywoodiani (e da chi può permettersi di vivere come loro), con poco a disposizione nella fascia media. Gran parte degli alloggi e dei ristoranti sono ammassati nella valle del Big Sur, dove la Highway 1 lascia la costa per poche miglia e si addentra in una foresta di sequoie, protetta dalle fresche brezze oceaniche.
Oltre alle viste dalla highway, il Big Sur offre escursionismo, alpinismo, e altre attività all'aperto. Ci sono poche e piccole spiagge, che sono popolari per le passeggiate, ma solitamente non adatte ai bagni a causa delle correnti imprevedibili e delle basse temperature dell'acqua. I nove parchi statali del Big Sur hanno molti luoghi di interesse, compresa una delle poche cascate che si riversano direttamente nell'oceano Pacifico, le rovine di una grande casa in pietra sulla scogliera che fu una delle prime abitazioni elettrificate della regione, e l'unico faro completo del XIX secolo aperto al pubblico in California, collocato su una solitaria collina spazzata dal vento che sembra un'isola nella nebbia.

## Attrazioni
Oltre alla vista panoramica dalla strada costiera, Big Sur offre molte possibilità di escursioni, vi sono diverse aree protette statali e federali tra le quali la cascata McWay nel Julia Pfeiffer Burns State Park, una delle due cascate della costa pacifica che finiscono direttamente nell'oceano.
Il Bixby Bridge sull'omonimo torrente è il punto di partenza per trovare la capanna dove Jack Kerouac abitò per qualche tempo, alla fine degli anni 1950, e di cui scrisse Big Sur. 
All'estremo meridionale, poco distante da San Simeon, si trova il Castello Hearst, l'eccentrica e lussuosa residenza fatta edificare negli anni venti dal magnate William Randolph Hearst. 

### Elenco dei parchi di Stato (da nord a sud)
- Carmel River State Beach, su parks.ca.gov.
- Point Lobos State Reserve, su parks.ca.gov.
- Garrapata State Park, su parks.ca.gov.
- Point Sur Lightstation State Historic Park, su parks.ca.gov.
- Andrew Molera State Park, su parks.ca.gov.
- Pfeiffer Big Sur State Park, su parks.ca.gov.
- Julia Pfeiffer Burns State Park, su parks.ca.gov.
- John Little State Reserve, su parks.ca.gov.
- Limekiln State Park, su parks.ca.gov.